# Hy Pyke
Pour les articles homonymes, voir Pyke.
Hy Pyke est un acteur américain né le 2 décembre 1935 à Los Angeles, Californie (États-Unis) où il est mort le 28 septembre 2006.

## Filmographie
- 1975 : Lemora: A Child's Tale of the Supernatural : The Bus Driver
- 1975 : Dolemite de D'Urville Martin : Mayor Daley
- 1976 : The First Nudie Musical : Benny
- 1976 : The Amorous Adventures of Don Quixote and Sancho Panza : Sancho Panza
- 1976 : Hollywood High : Mr. Flowers
- 1978 : Ziegfeld: The Man and His Women (en) (TV)
- 1978 : Spawn of the Slithis : Jack Dunn
- 1978 : Nightmare in Blood : Harris
- 1980 : Smokey and the Judge
- 1982 : Blade Runner : Taffey Lewis
- 1984 : Just My Luck : Hymie
- 1984 : Quoi de neuf docteur ? : Mr. Slatt
- 1986 : Vamp : le réceptionniste
- 1988 : La Nuit d'Halloween (vidéo) : Grand-père
- 1995 : Fatal Choice : Mickey
- 2003 : Music Is a Joke! (TV) : Song's of the 80's Commercial DJ